# Anikéi Stróganov
Anikei Fiódorovich Stróganov (en ruso: Аникей Фёдорович Строганов) (1488 - 1570) fue fundador de numerosas salinas en Solvichegodsk y Perm, colonizador de la cuenca del río Kama y del Chusovaya, y miembro de la familia Stróganov -exitosos comerciantes, terratenientes y hombres de estado rusos. 
Anikéi Stróganov fue el cuarto -y más joven- hijo de Fiódor Lukich Stróganov. Nació en Nóvgorod pero poco después de su nacimiento los Stróganov emigraron a Solvichegodsk. Después de la muerte en la infancia de sus hermanos Stefan, Iósif y Vladimir, su padre se hizo monje y Anikey recibió toda la riqueza familiar, que incluía varias salinas y grandes extensiones de terreno. Mejoró y expandió el negocio de la sal, y cuando sus hijos Yakov, Grigori y Semión crecieron, Anikéi fundó nuevas salinas en la Península de Kola
Al principio del reinado del zar Iván el Terrible, Anikéi recibió el derecho a prescribir las normas de comercio para los mercaderes ingleses que viajaban de Arcángel a Moscú. Este derecho fue confirmado en tres documentos de 1552, 1555, y 1560. Los Stróganov recibieron además otros derechos como la recogida del obrok (literalmente "parte", "porción") en Solvichegodsk.
Anikey estableció rutas de comercio con las tribus de Siberia. El 4 de abril de 1558, Iván el Terrible le otorgó al hijo mediano de Anikey, Grigori y a sus sucesores territorios a lo largo del Kama y del Chusovaya, incluyendo el derecho a recibir impuestos y otros privilegios por veinte años. Así, los Stróganov organizaron la colonización de estas tierras, fundando varios asentamientos.
El 16 de agosto de 1566 Anikéi recibió un nuevo privilegio: sus tierras -a petición suya- se incluyeron el la Opríchnina. Desarrolló en ellas la agricultura y la ganadería, la caza, las salinas, la pesca y la minería. Construyó ciudades y fortalezas, reprimiendo a los rebeldes locales con la ayuda de su druzhina, y anexionó nuevas tierras en los Urales y en Siberia a Rusia.
Anikéi Stróganov se casó dos veces. Su primera mujer, Mavra, murió en 1544. Después de la muerte de su segunda mujer, en 1567, cedió sus posesiones a su hijo Semion con el que pasó un tiempo, y se hizo monje bajo el nombre de Ioasaf. Murió en 1570 a la edad de 80 años y diez meses.